# Gora Gunbinoj
Gora Gunbinoj är ett berg i Antarktis. Det ligger i Östantarktis. Norge gör anspråk på området. Toppen på Gora Gunbinoj är 2 490 meter över havet.
Terrängen runt Gora Gunbinoj är platt åt sydväst, men åt nordost är den kuperad.  Trakten är obefolkad. Det finns inga samhällen i närheten.